# 梅子村站
梅子村站是一个位于中华人民共和国云南省昆明市呈贡区斗南街道云南民族大学附属小学斗南校区东侧附近地下，属于昆明地铁4号线的地铁车站，2020年9月23日启用。

## 车站结构
本站为地下两层双跨岛式车站。
| 地面层          | 出入口                        | B,D出入口                              |
| 地下一层 站厅层 | 站厅                          | 票务服务、自动售票机、安检、进出站闸机 |
| 地下二层 站台层 |                               | █ 4号线往金川路（金桂街）              |
| 地下二层 站台层 | 岛式站台，左侧開门            |                                        |
| 地下二层 站台层 | █ 4号线往昆明南火车站（古城） |                                        |

## 出入口
本站共设2个出入口。
|           | 编号 | 地点                                          | 建议前往的目的地 | 照片 |
| 出口 · B  |      | 梅子村、中国滇池花田国际度假区、古滇大道      |                  |      |
| 出口 · D  |      | 梅子村、梅子小学、昆明旅港·国际花都、古滇大道 |                  |      |
| 註： 設有 |      |                                               |                  |      |